# 傅奎 (1962年)
傅奎（1962年9月—）。男，汉族，湖北丹江口人，中华人民共和国政治人物。北京师范大学哲学系哲学专业毕业，大学学历。现任中共中央纪委副书记、国家监委副主任。

## 生平
1979年9月，在北京师范大学哲学系哲学专业学习。1983年5月加入中国共产党。同年8月参加工作，任北京师范大学生物系团总支书记、辅导员。
1986年8月，任中共中央纪委第六纪检室主任科员。1988年4月，任监察部第五监察局主任科员。1989年11月，任第五监察司三处副处级监察员、三处副处长、办公室副主任。1993年1月，任中共中央纪委执法监察室一处副处长（其间：1993年3月-1994年3月，挂职任中共江苏省句容县委副书记）。1994年10月，任执法监察室正处级检查员、监察员。1999年12月，任监察综合室副主任。2005年12月，任纪检监察研究所所长（正局级）。2007年9月，任廉政理论研究中心主任（正局级）。2008年11月，任执法监察室主任。2010年12月，任中共中央纪委副秘书长兼监察综合室主任。2014年1月，任国家预防腐败局副局长（专职，副部长级）兼中央纪委预防腐败室主任。2014年3月，任国家预防腐败局副局长（专职，副部长级）兼中央纪委国际合作局局长，同时兼任中央纪委监察部新组建的国际合作局局长以及中央追逃办负责人职务。
2015年7月，任中共湖南省委常委、省纪委书记。2018年1月当选新组建的湖南省监察委员会主任。2018年2月24日，当选为第十三届全国人大代表。2021年1月，增补为中共中央纪委副书记。2021年2月28日，被任命为国家监察委员会副主任。